# 南浦市

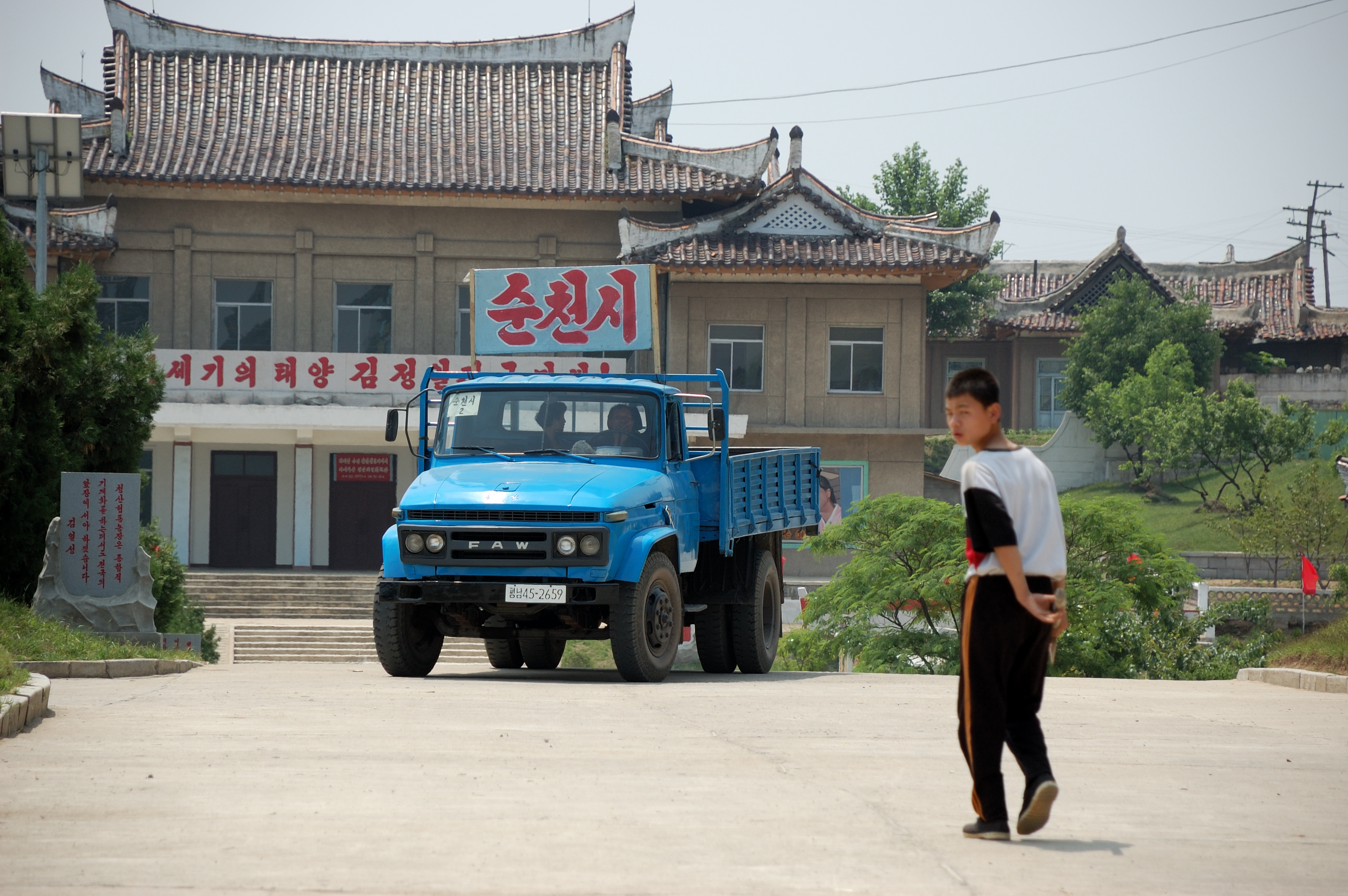
國營工廠

南浦市（朝鲜语：／ Nampo-si */?）是朝鲜民主主义人民共和国的特別市，是平壤重要的貿易港口、工業都市。人口366,815人（2008年人口普查）。
大韓民國官方仍沿用舊稱鎮南浦市，如以北五道委員會使用此名稱。

## 地理環境
南浦是港灣都市，距離大同江河口約39公里。北面為平壤市，南面為黃海北道。

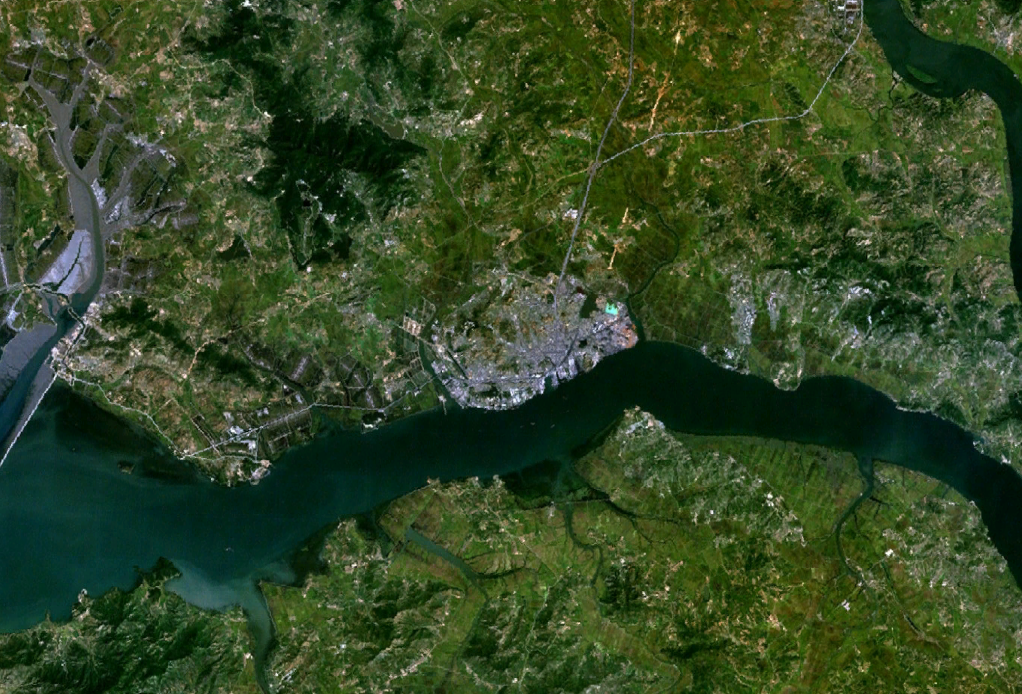
从太空看城市

## 歷史
- 南浦在朝鮮王朝時代只是一個小漁村，1894年甲午戰爭时成為日本軍队的後勤基地。
- 1908年至1945年改名為鎮南浦、歸屬於平安南道。
- 1980年，平安南道的南浦市、大安市、龍岡郡（當時龍岡郡的全境）合併為獨立於平安南道的南浦市。
- 1991年，南浦市面積大約為1000平方公里，人口約807000人。
- 2004年，由於朝鮮重編了國家行政區劃，新增「特級市」（隸屬於道），南浦市改制为特级市。
- 2010年，南浦市升格为特別市建制，并将江西、大安、温泉、龙岗、千里马五郡劃入。合计1市5郡总人口为98万3660人（2008年人口普查值）。

## 政治

### 历任党委责任书记
- 李在南

## 工業
從殖民地時代開始，南浦市已經是朝鮮北部最大的貿易港口，貿易總額僅次於釜山、仁川，居全國第三位。各種冶煉廠、玻璃廠、造船廠、化學工業等工業相繼發展起來，而漁業亦十分興旺。現在南浦市是全國玻璃、有色金屬的冶煉中心。 
和韓國的合資的企業「平和自動車」有汽車生產。

## 交通
作為平壤市的海上門戶，南浦市的海運、河運、鐵路、公路十分發達，是朝鲜的對外貿易中心。

### 鐵路
- 平南線（平壤－南浦）
- 平安線（平壤－溫泉）

### 高速公路
南浦市有高速公路和平壤連接。

## 高等院校
- 南浦大學
- 西海大學
- 中央體育學院

## 遺跡
- 新石器時代的巨石墓
- 高句麗時代的藥水里壁畫古墓 (聯合國教科文組織宣佈為世界遺產)。

## 照片

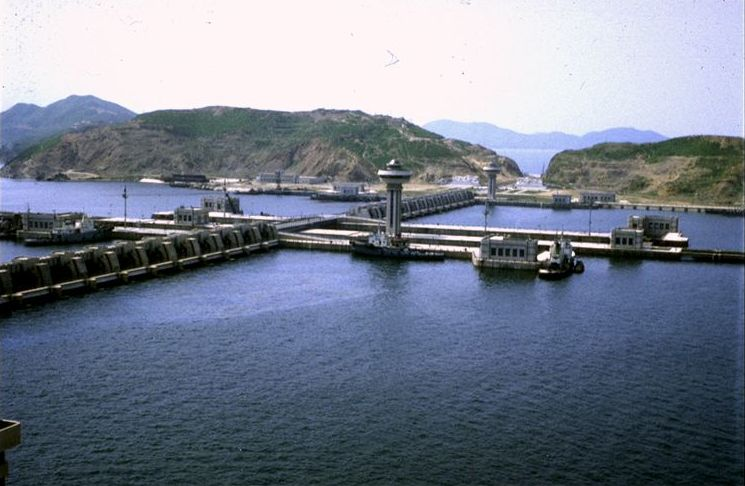
西海水閘
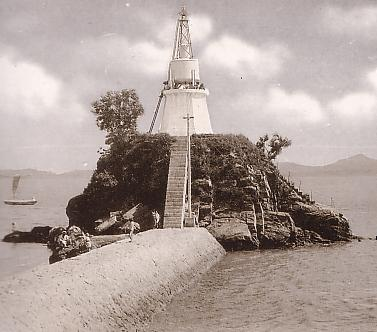
灯塔 摄于朝鲜日據时期
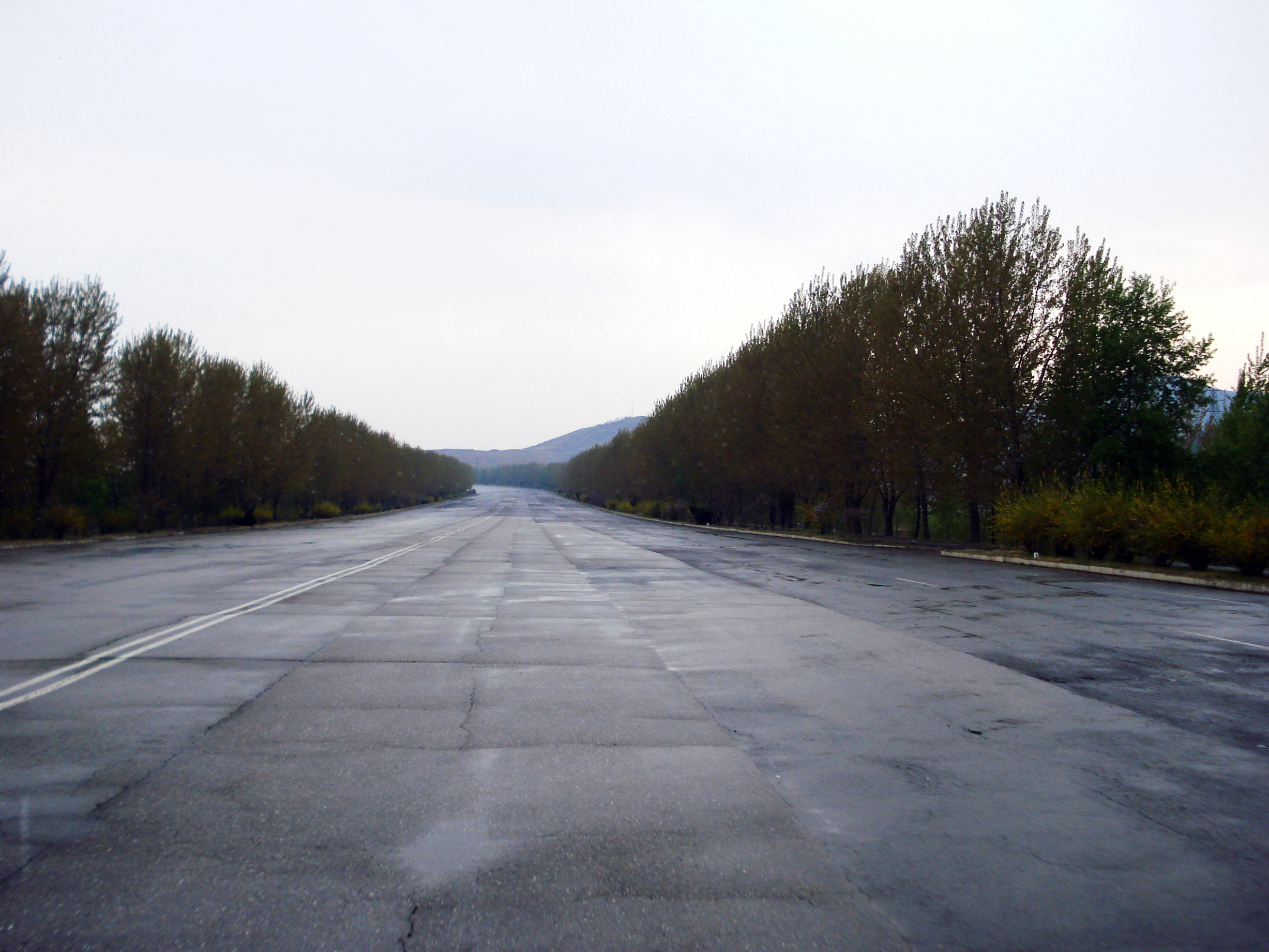
青年英雄公路平壤到南浦
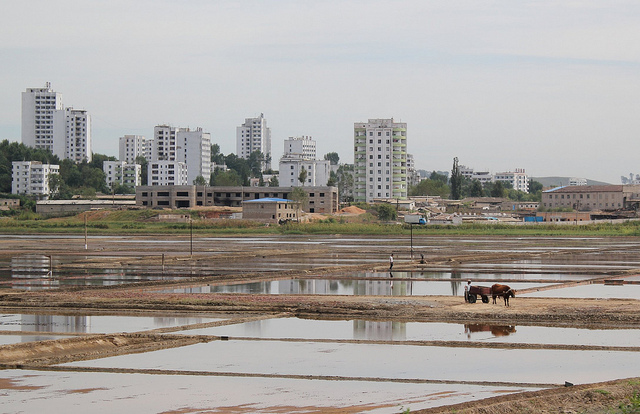
市區
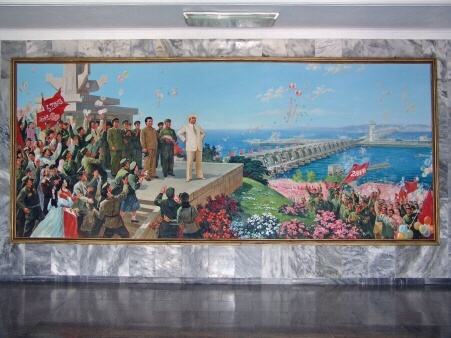
金日成紀念堂